# Ford Ranger

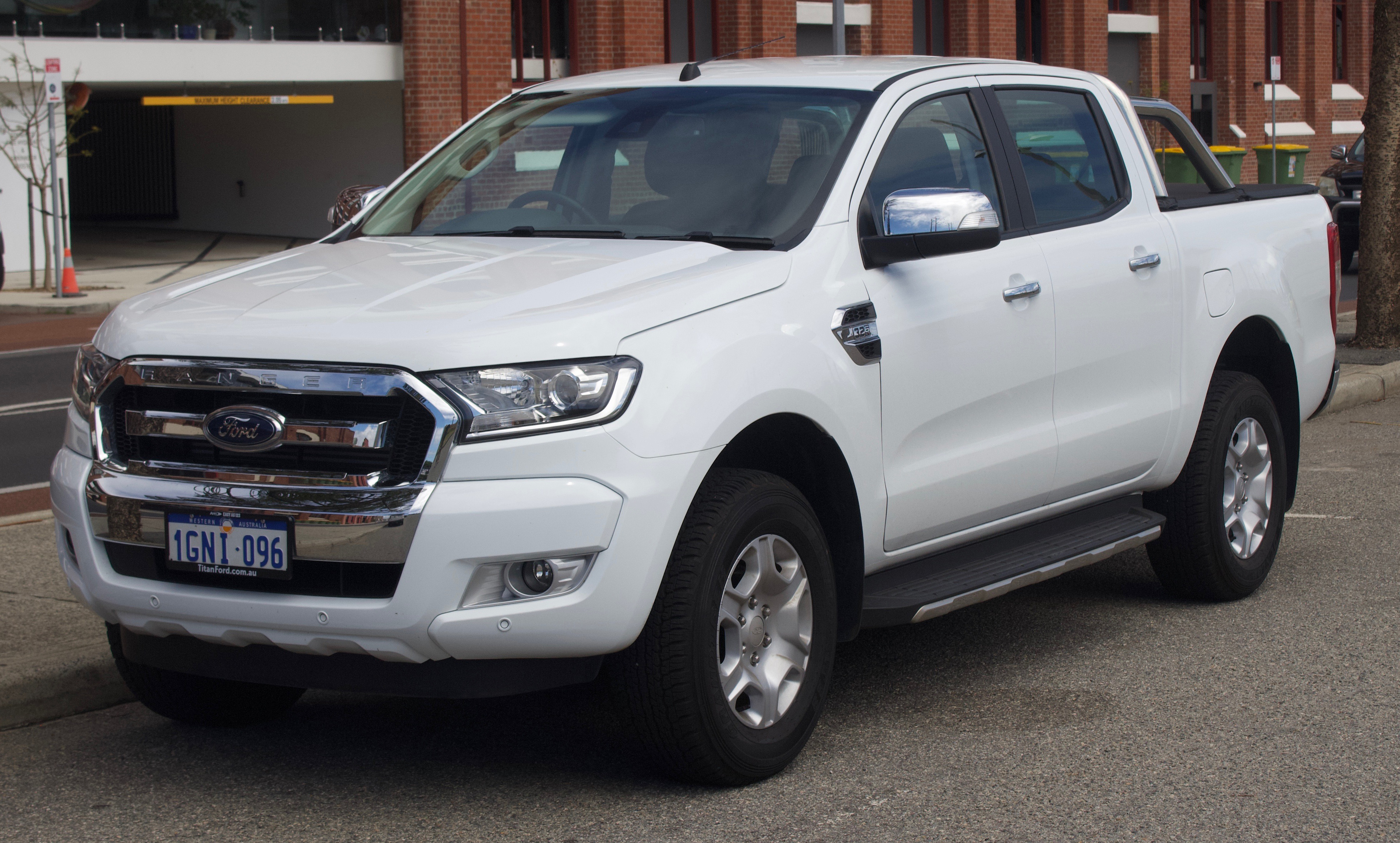
Ford Ranger T6, Ford Ranger thế hệ hiện tại.

Ford Ranger là tên gọi chung cho 3 dòng sản phẩm xe bán tải được sản xuất bởi hãng Ford. Ban đầu thì tên gọi này có liên quan đến dòng xe Ford F-Series  được bán ở thị trường Bắc Mỹ với các phiên bản 1965 và 1981. Sau này, Ford sử dụng tên gọi "Ranger" cho các xe bản tải được bán ở toàn Bắc Mỹ và một phần thị trường Nam Mỹ trong năm 1982. Kể từ năm 1998, Ford đã cung cấp dòng xe này ra toàn cầu.
Không chỉ trên thế giới mà tại Việt Nam, xe Ford Ranger luôn là một trong số những mẫu xe bán tải tốt nhất.  Lịch sử phát triển của Ranger trải dài từ năm 1983 khi mà nó chính thức được Ford giới thiệu đến cộng đồng với tư cách là một chiếc xe tải hạng trung. Sự ra đời của Ranger giúp người dùng có thêm sự lựa chọn giữa phân khúc xe tải hạng nặng (F-Series) và hạng nhẹ (xe Courier) thời bấy giờ.

## Hình ảnh

Hình ảnh xe Ford Ranger
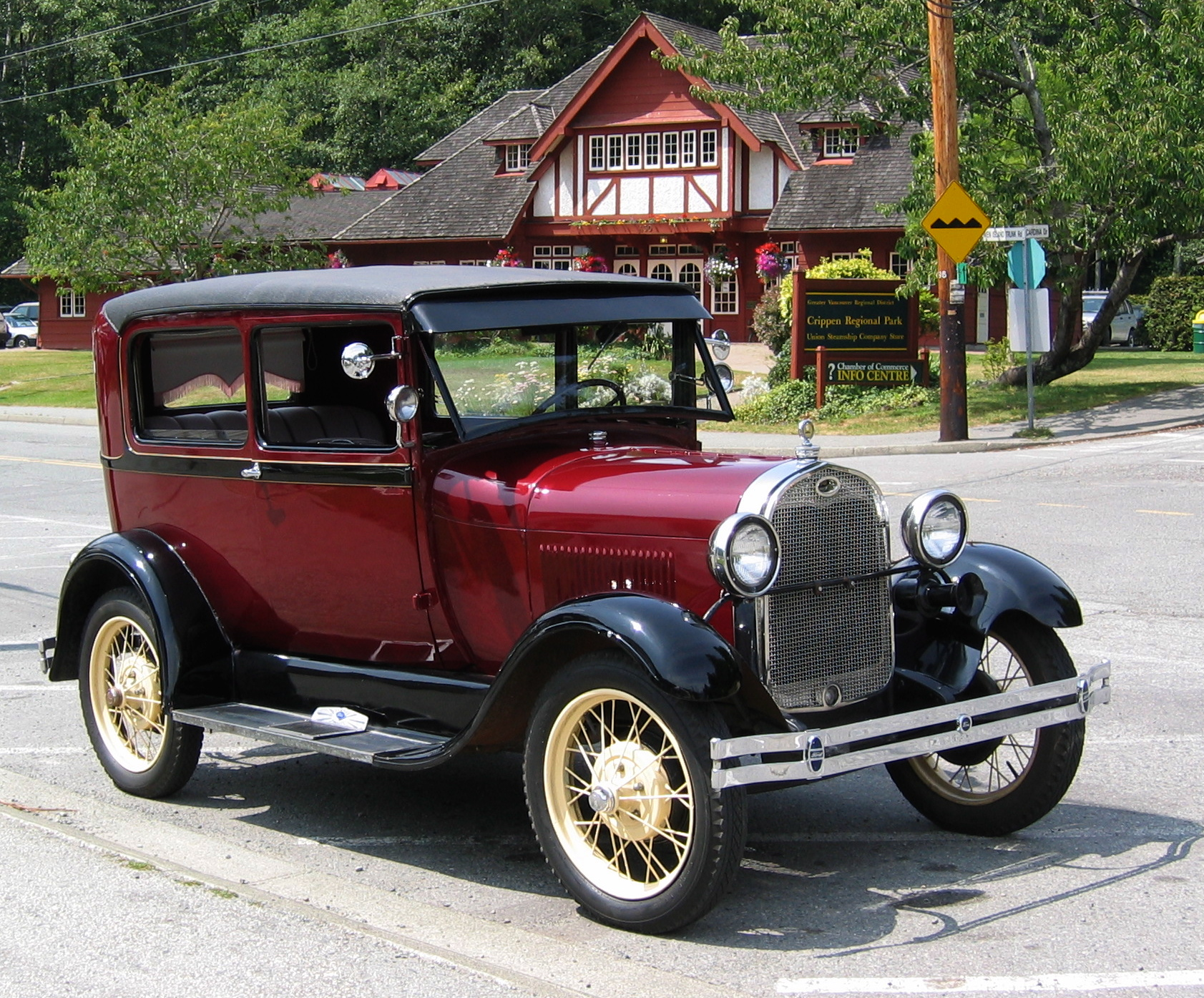

## Bán hàng
| Năm  | Việt Nam |
| ---- | -------- |
| 2017 |          |
| 2018 |          |
| 2019 | 11.177   |
| 2020 | 13.291   |
| 2021 |          |

|-
| 2022
|
|}
|-
| 2023
|
|}

## Các dòng hiện tại của Ford Ranger
1. Ford Ranger XL 4x4 MT 2023
2. Ford Ranger XLS 4x2 MT 2023
3. Ford Ranger XLS 4x2 AT 2023
4. Ford Ranger XLT 4x4 AT 2023
5. Ford Ranger Wildtrak 4x4 AT Bi-Turbo 2023
6. Ford Ranger Raptor 4x4 AT Bi-Turbo